# Juan José Bonel y Orbe
Juan José Bonel y Orbe, španski rimskokatoliški duhovnik, škof in kardinal, * 17. marec 1782, Pinos del Rey, † 11. februar 1857.

## Življenjepis
Leta 1805 je prejel duhovniško posvečenje.
27. novembra 1830 je bil imenovan za škofa Málage, potrjen je bil 28. februarja 1831 in 12. junija istega leta je prejel škofovsko posvečenje.
Pozneje je bil imenovan še za škofa Cordobe (29. junij 1833) in nadškofa Toleda (4. oktober 1847).
30. september 1850 je bil povzdignjen v kardinala in bil 30. novembra 1854 imenovan za kardinal-duhovnika S. Maria della Pace.